# 臺灣經濟
台湾经济为高度发达的市场经济。台灣的国内生产总值按购买力平价计算，在亚洲排名第八，在全球排名第二十一，国际货币基金组织列入发达经济体。世界银行也将台湾纳入高收入经济体。

## 经济发展史

台湾人均国内生产总值的发展

台灣在1950-1960年代初为美援接受国，后转变为援助输出国及全球重要的对外投资国，主要集中在亚洲投资。据估算，台湾在中国大陆的私人投资總额超过1500亿美元，官方数据显示台湾在东南亚的投资额与在中国大陸的相当。
美援对稳定台湾战后经济很重要，美援在1951-1962年间占台灣国内投资总额的30%以上。以上这些因素加上政府的经济政策及教育的普及，使工农业和人民生活水準有了巨大进步。台湾的经济从以农业为主（1952年农业占台灣GDP的32%）转变为以工业为主（1986年工业占台灣GDP的47%）。1952-1961年间台湾经济平均每年增长9.21%。
台湾的经济转型也离不开地缘政治因素。虽然美援在1970年代减少，但美援在台湾工业化过程中起到关键作用，也使台湾与美国保持着国家安全及经济方面的交流。因为美援的不確定性，所以台湾經濟加速从1950年代的进口替代模式转向了出口导向型模式。外贸和出口的发展有利于吸收农业在经济中的重要性下降而造成的过剩劳动力。1970年代台湾经济从製造廉价商品（如纺织品和玩具）的劳动密集型产业转向了以重工业和基础设施建设为重點的模式，1980年代又转向了先进的电子工业。台湾经济从1980年代开始日益變得自由开放，政府逐步将国营事业私有化。因应全球科技的发展，台湾在1981年成立了新竹科学园区。1981-1995年间台湾经济平均每年增长7.52%，服务业增长了51.67%，服務業超越工业成为最大經濟部门，也變爲台湾经济增长的主要來源。
台湾的国际贸易主要由中華民國對外貿易發展協會协助。台灣因中央銀行的金融政策和创业优势，在1997年亚洲金融风暴中與其他亚洲国家相比受到的损失很小。

## 經濟指標
根据国际货币基金组织的数据，2022年台湾的国内生产总值按购买力平价计算在全球排名第21位。
以下表格显示了1980年至2024年的主要经济指标。通货膨胀率低于5%用绿色表示。
| 日期         | GDP （购买力平价 十亿美元） | 人均GDP （购买力平价 美元） | GDP （名义值 十亿美元） | 人均GDP （名义值 美元） | GDP增长 （实际值） | 通货膨胀率 （百分比） | 失业率 （百分比） | 政府债务 （占国内生产总值的百分比） |
| ------------ | --------------------------- | --------------------------- | ----------------------- | ----------------------- | ------------------ | --------------------- | ----------------- | ----------------------------------- |
| 1980         | 58.8                        | 3,291.4                     | 42.3                    | 2,366.8                 | ▲8.0%              | ▲19.0%                | 1.2%              | n/a                                 |
| 1981         | ▲68.9                       | ▲3,789.0                    | ▲49.0                   | ▲2,691.5                | ▲7.1%              | ▲10.9%                | ▲1.4%             | n/a                                 |
| 1982         | ▲76.7                       | ▲4,143.4                    | ▲49.5                   | ▼2,675.3                | ▲4.8%              | ▲3.0%                 | ▲2.1%             | n/a                                 |
| 1983         | ▲86.91                      | ▲4,625.5                    | ▲54.1                   | ▲2,881.7                | ▲9.0%              | ▲1.4%                 | ▲2.7%             | n/a                                 |
| 1984         | ▲99.1                       | ▲5,197.0                    | ▲61.1                   | ▲3,202.6                | ▲10.0%             | ▲0.0%                 | ▼2.5%             | n/a                                 |
| 1985         | ▲107.2                      | ▲5,547.9                    | ▲63.6                   | ▲3,293.9                | ▲4.8%              | ▲-0.2%                | ▲2.9%             | n/a                                 |
| 1986         | ▲121.9                      | ▲6,248.0                    | ▲78.2                   | ▲4,008.1                | ▲11.5%             | ▲0.7%                 | ▼2.7%             | n/a                                 |
| 1987         | ▲140.8                      | ▲7,140.2                    | ▲105.0                  | ▲5,325.2                | ▲12.8%             | ▲0.5%                 | ▼2.0%             | n/a                                 |
| 1988         | ▲157.5                      | ▲7,893.3                    | ▲126.5                  | ▲6,338.1                | ▲8.0%              | ▲1.3%                 | ▼1.7%             | n/a                                 |
| 1989         | ▲178.0                      | ▲8,828.8                    | ▲152.7                  | ▲7,575.9                | ▲8.7%              | ▲4.4%                 | ▼1.6%             | n/a                                 |
| 1990         | ▲194.8                      | ▲9,550.8                    | ▲166.6                  | ▲8,167.2                | ▲5.5%              | ▲4.1%                 | ▲1.7%             | n/a                                 |
| 1991         | ▲218.3                      | ▲10,594.3                   | ▲187.1                  | ▲9,081.9                | ▲8.4%              | ▲3.6%                 | ▼1.5%             | n/a                                 |
| 1992         | ▲241.8                      | ▲11,625.1                   | ▲222.9                  | ▲10,715.5               | ▲8.3%              | ▲4.5%                 | ━ 1.5%            | n/a                                 |
| 1993         | ▲264.4                      | ▲12,594.8                   | ▲236.3                  | ▲11,256.7               | ▲6.8%              | ▲2.9%                 | ━ 1.5%            | n/a                                 |
| 1994         | ▲290.3                      | ▲13,709.8                   | ▲256.2                  | ▲12,099.7               | ▲7.5%              | ▲4.1%                 | ▲1.6%             | n/a                                 |
| 1995         | ▲315.7                      | ▲14,781.5                   | ▲279.1                  | ▲13,066.1               | ▲6.5%              | ▲3.7%                 | ▲1.8%             | n/a                                 |
| 1996         | ▲341.3                      | ▲15,857.1                   | ▲292.5                  | ▲13,588.3               | ▲6.2%              | ▲3.1%                 | ▲2.6%             | n/a                                 |
| 1997         | ▲368.2                      | ▲16,935.7                   | ▲303.3                  | ▲13,948.7               | ▲6.1%              | ▲0.9%                 | ▲2.7%             | 25.0%                               |
| 1998         | ▲388.0                      | ▲17,694.9                   | ▼280.0                  | ▼12,767.1               | ▲4.2%              | ▲1.7%                 | ━ 2.7%            | ▼23.7%                              |
| 1999         | ▲420.0                      | ▲19,011.4                   | ▲303.8                  | ▲13,752.7               | ▲6.7%              | ▲0.2%                 | ▲2.9%             | ━ 23.7%                             |
| 2000         | ▲456.6                      | ▲20,498.7                   | ▲330.7                  | ▲14,844.2               | ▲6.3%              | ▲1.3%                 | ▲3.0%             | ▲26.2%                              |
| 2001         | ▲460.4                      | ▲20,547.6                   | ▼299.3                  | ▼13,357.2               | ▼-1.4%             | ▲0.0%                 | ▲4.6%             | ▲30.1%                              |
| 2002         | ▲493.2                      | ▲21,898.1                   | ▲307.4                  | ▲13,651.4               | ▲5.5%              | ▲-0.2%                | ▲5.2%             | ▼29.8%                              |
| 2003         | ▲524.1                      | ▲23,187.6                   | ▲317.4                  | ▲14,040.6               | ▲4.2%              | ▲-0.3%                | ▼5.0%             | ▲32.2%                              |
| 2004         | ▲575.7                      | ▲25,371.4                   | ▲346.9                  | ▲15,290.3               | ▲7.0%              | ▲1.6%                 | ▼4.4%             | ▲33.4%                              |
| 2005         | ▲625.7                      | ▲27,477.2                   | ▲374.1                  | ▲16,427.5               | ▲5.4%              | ▲2.3%                 | ▼4.1%             | ▲34.1%                              |
| 2006         | ▲682.2                      | ▲29,820.1                   | ▲386.5                  | ▲16,892.9               | ▲5.8%              | ▲0.6%                 | ▼3.9%             | ▼33.3%                              |
| 2007         | ▲748.7                      | ▲32,609.5                   | ▲406.9                  | ▲17,723.7               | ▲6.9%              | ▲1.8%                 | ━ 3.9%            | ▼32.2%                              |
| 2008         | ▲769.1                      | ▲33,388.9                   | ▲415.9                  | ▲18,053.6               | ▲0.8%              | ▲3.5%                 | ▲4.1%             | ▲33.4%                              |
| 2009         | ▼761.4                      | ▼32,934.7                   | ▼390.8                  | ▼16,904.5               | ▼-1.6%             | ▲-0.9%                | ▲5.9%             | ▲36.7%                              |
| 2010         | ▲849.7                      | ▲36,683.1                   | ▲444.3                  | ▲19,181.4               | ▲10.2%             | ▲1.0%                 | ▼5.2%             | ▲36.9%                              |
| 2011         | ▲899.0                      | ▲38,710.6                   | ▲484.0                  | ▲20,838.6               | ▲3.7%              | ▲1.4%                 | ▼4.4%             | ▲38.3%                              |
| 2012         | ▲936.1                      | ▲40,150.2                   | ▲495.6                  | ▲21,256.4               | ▲2.2%              | ▲1.9%                 | ▼4.2%             | ▲39.2%                              |
| 2013         | ▲975.7                      | ▲41,744.4                   | ▲512.9                  | ▲21,945.5               | ▲2.5%              | ▲0.8%                 | ━ 4.2%            | ▼38.9%                              |
| 2014         | ▲1,039.6                    | ▲44,361.4                   | ▲535.3                  | ▲22,844.3               | ▲4.7%              | ▲1.2%                 | ▼4.0%             | ▼37.5%                              |
| 2015         | ▲1,064.6                    | ▲45,316.6                   | ▼534.5                  | ▼22,753.0               | ▲1.5%              | ▲-0.3%                | ▼3.8%             | ▼35.9%                              |
| 2016         | ▲1,098.0                    | ▲46,642.9                   | ▲543.1                  | ▲23,070.7               | ▲2.2%              | ▲1.4%                 | ▲3.9%             | ▼35.4%                              |
| 2017         | ▲1,154.6                    | ▲48,985.1                   | ▲590.7                  | ▲25,061.6               | ▲3.3%              | ▲0.6%                 | ▼3.8%             | ▼34.5%                              |
| 2018         | ▲1,180.1                    | ▲50,029.0                   | ▲609.2                  | ▲25,825.6               | ▲2.8%              | ▲1.4%                 | ▼3.7%             | ▼33.9%                              |
| 2019         | ▲1,238.0                    | ▲52,449.0                   | ▲611.4                  | ▲25,903.2               | ▲3.1%              | ▲0.6%                 | ━ 3.7%            | ▼32.7%                              |
| 2020         | ▲1,359.0                    | ▲57,680.5                   | ▲673.2                  | ▲28,571.4               | ▲3.4%              | ▲-0.2%                | ▲3.9%             | ▼32.1%                              |
| 2021         | ▲1,504.8                    | ▲64,374.9                   | ▲773.0                  | ▲33,070.7               | ▲6.6%              | ▲2.0%                 | ▲4.0%             | ▼30.2%                              |
| 2022         | ▲1,653.8                    | ▲70,875.3                   | ▼760.9                  | ▼32,609.6               | ▲2.6%              | ▲2.9%                 | ▼3.7%             | ▼29.7%                              |
| 2023         | ▲1,735.2                    | ▲74,408.9                   | ▲755.7                  | ▼32,404.3               | ▲1.3%              | ▲2.5%                 | ━ 3.7%            | ▼29.1%                              |
| 2024（预估） | ▲1,843.0                    | ▲79,031.0                   | ▲775.0                  | ▲33,233.8               | ▲3.7%              | ▲2.1%                 | ━ 3.7%            | ▼26.4%                              |

## 台湾各地经济

2016年台灣各鄉鎮、區、市家庭年收入中位數

| 排名 | 市县                 | 新台币  | 美元   | 购买力平价（美元） |
| ---- | -------------------- | ------- | ------ | ------------------ |
| 1    | 台北市               | 990,292 | 30,699 | 65,539             |
| 2    | 新竹市               | 853,089 | 26,446 | 56,459             |
| -    | 臺北基隆大都會區     | 830,788 | 25,754 | 54,982             |
| -    | 臺北基隆桃园大都會區 | 807,860 | 25,044 | 53,465             |
| 4    | 新北市               | 733,776 | 22,747 | 48,562             |
| 5    | 桃园市               | 731,518 | 22,677 | 48,413             |
| -    | 台湾                 | 727,098 | 22,540 | 48,120             |
| 6    | 台中市               | 724,905 | 22,472 | 47,975             |
| 7    | 新竹县               | 724,840 | 22,470 | 47,971             |
| 8    | 澎湖县               | 709,066 | 21,981 | 46,927             |
| 9    | 嘉義市               | 709,033 | 21,980 | 46,925             |
| 10   | 基隆市               | 706,808 | 21,911 | 46,777             |
| 11   | 宜兰县               | 700,034 | 21,701 | 46,329             |
| 12   | 花莲县               | 693,292 | 21,492 | 45,883             |
| 13   | 高雄市               | 684,260 | 21,212 | 45,285             |
| 14   | 金门县               | 668,582 | 20,726 | 44,248             |
| 15   | 苗栗县               | 657,292 | 20,376 | 43,500             |
| 16   | 台南市               | 643,743 | 19,956 | 42,604             |
| 17   | 台东县               | 623,485 | 19,328 | 41,263             |
| 18   | 彰化县               | 618,969 | 19,188 | 40,964             |
| 19   | 云林县               | 607,776 | 18,841 | 40,223             |
| 20   | 屏东县               | 592,066 | 18,354 | 39,184             |
| 21   | 南投县               | 569,453 | 17,653 | 37,687             |
| 22   | 嘉义县               | 562,743 | 17,445 | 37,243             |

## 经济展望
截至2023年，台湾收入最高的七大行業分別為航運、電信、金融保險、石油、燃氣發電、資訊、電子。2023年瑞士洛桑管理學院公佈的“世界競爭力年報”（IMD World Competitiveness Yearbook），台湾排名第6。台灣在1987年以前主要依靠技术官僚进行经济规划。自二战结束以来台湾出口保持增长，通货膨胀率及失业率有很長一段時間保持在低水平，2024年外汇储备位居世界第四。台湾的经济指标主要由中华民国行政院主計總處和经济部发布。
台灣和很多發達經濟體一樣有著相同的經濟問題，2000年代初期很多劳动密集型产业向劳动力成本较低的国家（如中国大陆、菲律宾和越南）转移，台灣不得不进一步向高科技及服务型经济转型。2020年代因为中国经济下滑，将过剩产能对外倾销，台湾传产面临竞争压力，部分科技业如成熟制程晶片也面臨競爭。2020年代因为全球供应链转移和人工智慧的原因，台湾对中的出口占比下降，对美国和东协的出口上升，2024年对美出口值为1,113.7亿美元，相比上一年增加46.1％，占总出口比重23.4％，为24年新高，對中國大陸與香港出口值为1,506.2億美元，占出口比重降至31.7％，是23年新低。2020年代台灣也希望成爲亞洲資產管理中心，設置了高雄金融專區，並計劃設置更多專區。
台湾的间接税包括总收入税和增值税。2023年新月評等（Crescent Rating）及萬事達卡合辦的全球穆斯林旅遊指數，台灣在“非伊斯蘭合作組織旅遊目的地”排名第三。

### 全球金融危机
台湾经济从2007年－2008年環球金融危機中迅速复苏，此后经济一直稳步增长。2009年台灣经济发展低迷，但由于严重依赖出口，使台湾经济容易受到世界经济波动影响。2008年第四季度经济下滑了8.36% ，失业率来到了2003年以来最高水平。作为对策政府推出了56亿美元（占GDP的3%）经济刺激计划，并为企业提供财政激励以及实行税收减免。刺激计划的重点包括基础设施建设，对低收入家庭进行资助，以及对中小企业、新投资实行税收减免。該计划的主要目标还包括提高对俄罗斯、巴西和中东等新市场的出口。此后台湾经济缓慢复苏，到了2010年11月台湾失业率降至4.73%，为两年新低，2011年底失业率继续降至4.18%，为40个月新低。 2010年每月平均工资也在稳步上涨，较2009年同期增长了1.92%。2010年11月工业产出再创新高，较上年同期增长19.37%，这表明出口强劲且本地经济不断增长。私人消费也在增长，零售额比2009年增长了6.4%。2010年台湾经济增长了10.5%，世界银行預測台湾经济將在2011年继续增长，增長幅度為5%。
根據国家发展委员会發布的数据显示，台湾因受到进行中的中美贸易战影响，经济在2019年5月出现下滑。
2025年，美國總統特朗普團隊掀起全球關稅大戰，對各國加征關稅。台灣貿易談判團隊已與美國開啟四輪談判，以防被課徵32%關稅。
2025年8月1日，行政院台美經貿工作小組表示，因美方談判時程安排，台美尚未能進行總結會議，因此美方先對台灣公布20%的「暫時性稅率」。

## 外貿经济

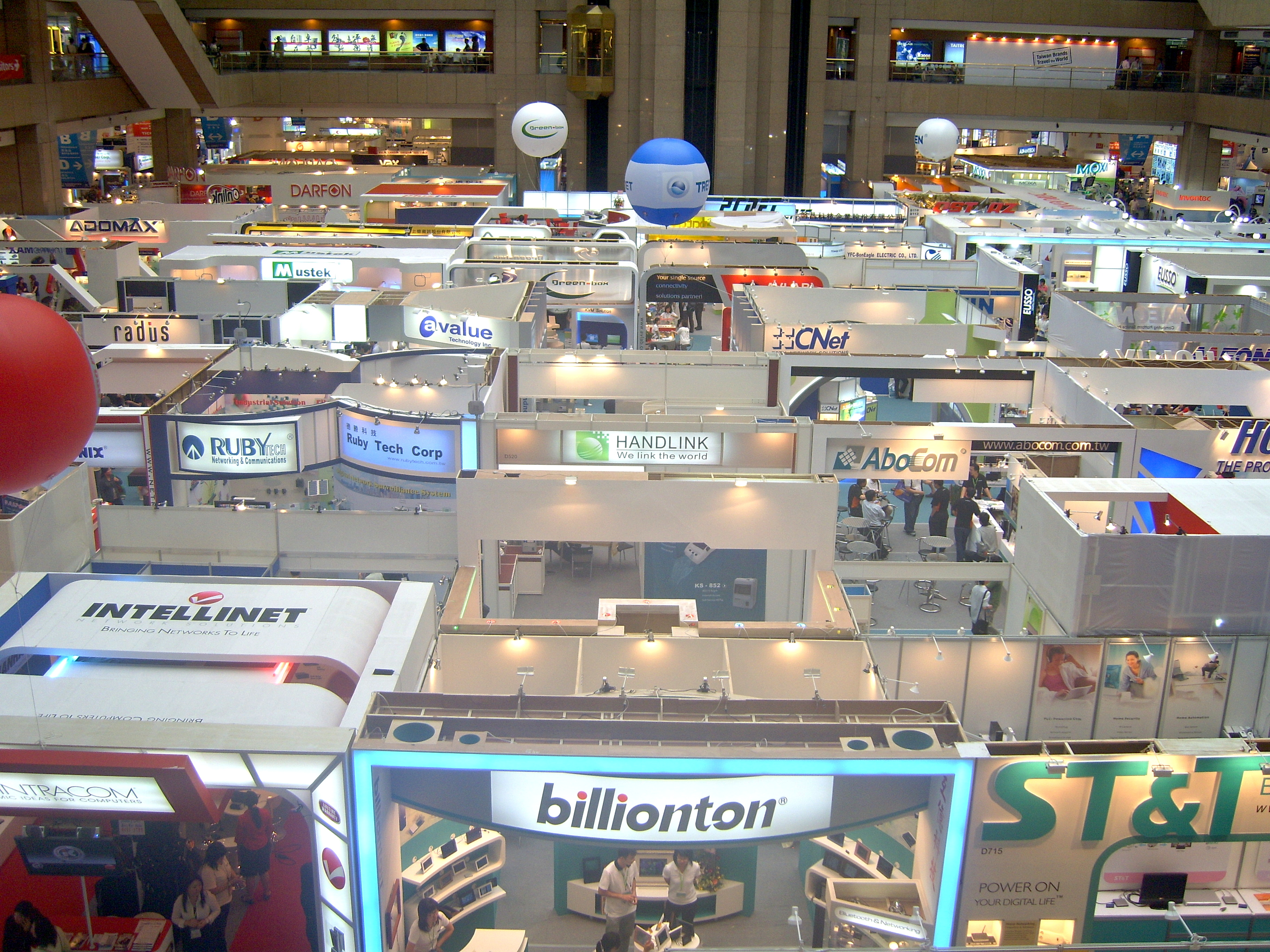
台北国际电脑展是全球第二大的科技展，吸引了众多外国投资者。

对外贸易在过去40年一直是台湾经济高速增长的动力，如今台湾仍是出口导向型经济，因而它依赖于一个开放的世界贸易体制，所以台湾经济容易受到世界经济衰退所影响。1960年代贸易总额增长了5倍以上，70年代增长了近10倍，80年代又增长了一倍。1990年代的增长更为温和，略低于两倍。出口结构从以农产品爲主转变为以工业品为主（现占98%）。电子产业是台湾工业部门最重要的出口产业，也是美国投资最多的产业。
台湾已加入衆多贸易协定，2023年台湾前五大出口国为中國大陸及香港、東南亞國協、美国、欧盟和日本 ，进口国为中國大陸及香港、日本、東南亞國協、美國、歐盟。台湾的生育率為世界最低，房价也很高。由於台湾的人口下降速度快于其他发达经济体，所引发的劳动力短缺、内需下降和税收下降问题引起人们担忧。
台灣作为一个自然资源匮乏以及国内总需求相对较低的岛国经济体，其高学历的人力资源将大大有助于产品附加价值的创新管理，因而扩大台湾的国际贸易。
2002年1月中華民國加入世贸组织，由於「一中原則」及中華人民共和國的壓力，因此使用臺澎金馬個別關稅領域的名稱加入。2022年投資環境風險評估報告（BERI）第二次評估将台湾的投資環境風險排在全球第6位。
台灣是全球规模最大的计算机晶片代工生产国，也是先进的LCD面板制造、DRAM计算机内存、网络设备以及消费电子产品的设计和制造国。主要的硬件公司包括宏碁、华硕、HTC 、富士康、台积电以及和硕。另一个主要的出口工业部门为纺织品产业，但由于劳动力短缺、间接成本增加、土地价格以及环境保护等原因，其重要性正在下降。
2023年台湾主要进口農工原料、資本設備、消費品、礦產品、電子零組件、機械。台湾的大部分能源需求依赖进口。2023年台湾的第二大贸易伙伴為美国，對美出口762.42億美元，进口406.99 億美元。2024年中国大陆及香港和占台湾出口额的31.7％。2024年台湾主要从中国大陆进口記憶體 、其他積體電路、機器之零件及附件、印刷電路、智慧型手機、其他自動資料處理機單元等，主要向美国出口電子產品如其他自動資料處理機單元、同一機殼内的儲存單元和輸入單元以及輸出單元、機器之零件及附件、其他積體電路、固態非揮發性儲存裝置等。随着台湾人均收入的提高，对进口高品質消费品的需求也在增加。2024年台湾对美国的贸易顺差為648億美元。
台湾与其贸易伙伴之间缺乏正式外交关系，但并未嚴重阻碍其迅速扩大对外贸易。台湾在60多个没有邦交的国家设有文化或经贸办事处，用以代表台湾的利益。除了加入世贸组织，中华民国还以“中华台北”（这个名称源于中华人民共和国政府对某些组织施加的影响）的名义加入亚洲开发银行及亚太经济合作组织 。这些发展反映了台湾经济的重要性，以及希望进一步融入全球经济的願望。
台湾是亚洲开发银行、世界贸易组织和亚太经济合作组织的会员。台湾（简称中华台北）也是经济合作与发展组织、国际能源署的观察员，国际商会的会员。2015年台湾申请加入亚洲基础设施投资银行。
2010年6月29日，中華民國与中华人民共和国在重庆签署了海峽兩岸經濟合作架構協議。这可能会扩大台湾的出口市场。然而ECFA给台湾整体经济带来的真正利益与影响仍存在争议。此协议将允许台湾制造的500多种产品以低关税或零关税进入中国大陆市場。台湾还与新加坡及新西兰签署了自由贸易协定，中华民国政府还寻求与美国建立贸易协定。
2023年6月1日，台灣與美國簽署21世紀貿易倡議，倡议框架包含贸易便捷化、法规制定、农业、反贪污、中小企业、数位贸易、劳工、环保、标准、国营企业、非市场经济等11项。
2020年代因中美貿易戰及全球地緣政治變化的原因，台灣對中貿易額已逐年下滑，對美貿易額提高且出口夥伴多元化，台商在中建構的供應鏈也逐步移往東南亞及歐美。
2025年7月9日，中國商務部宣佈，將漢翔、台船等8家台灣地區實體列入出口管制管控名單。

## 产业經濟

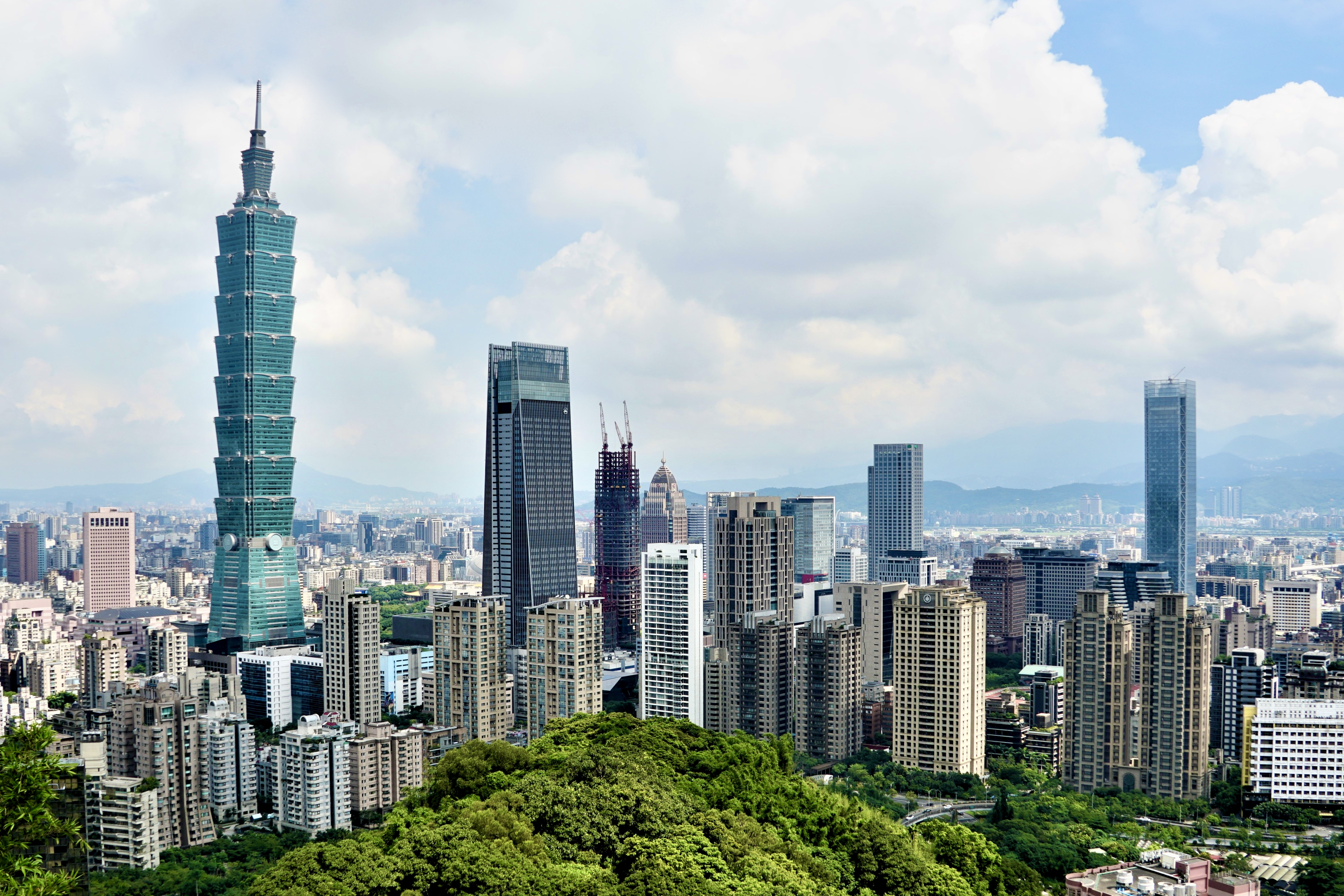
臺北市信义计划区由摩天大楼所构成的天际线

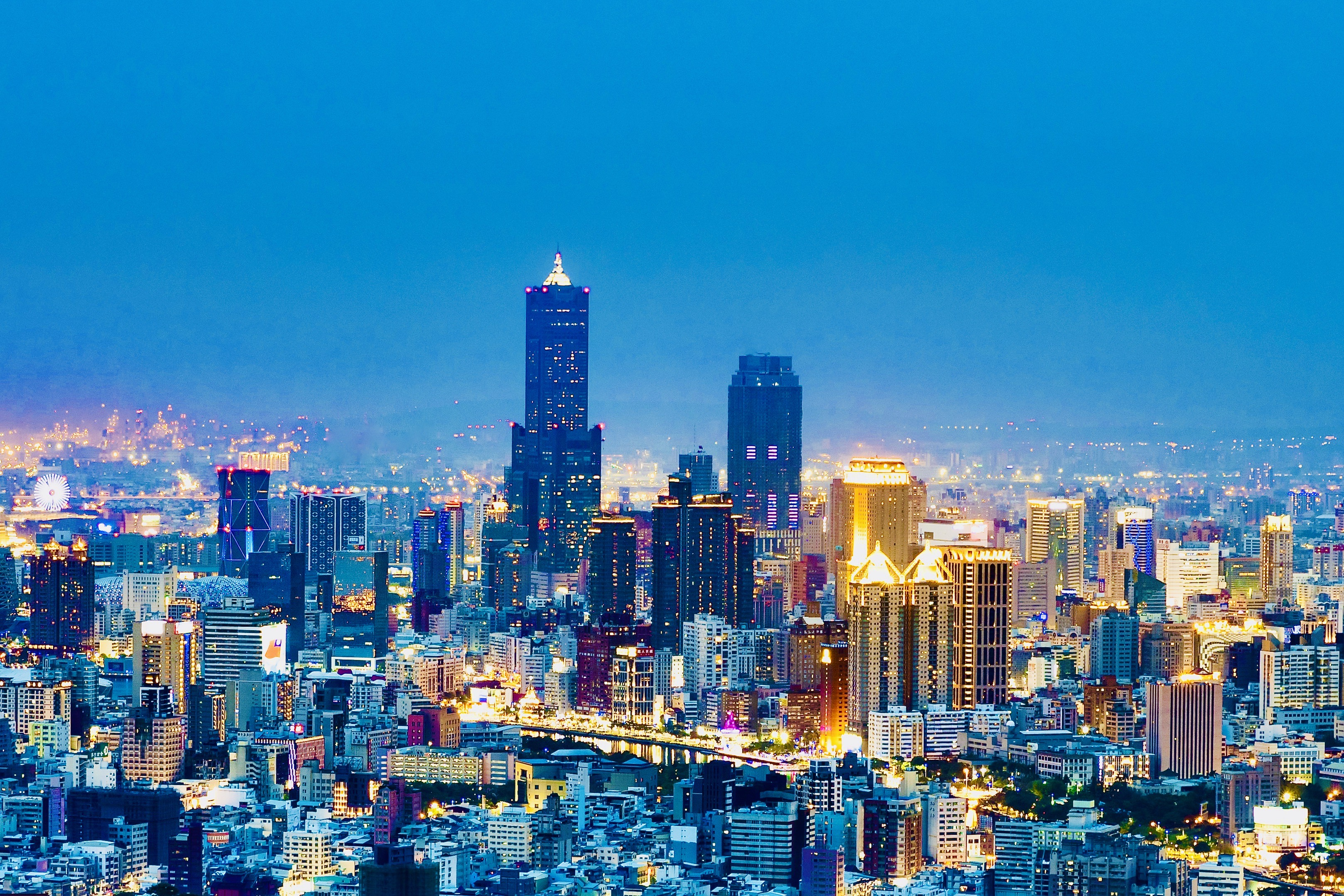
高雄市天际线

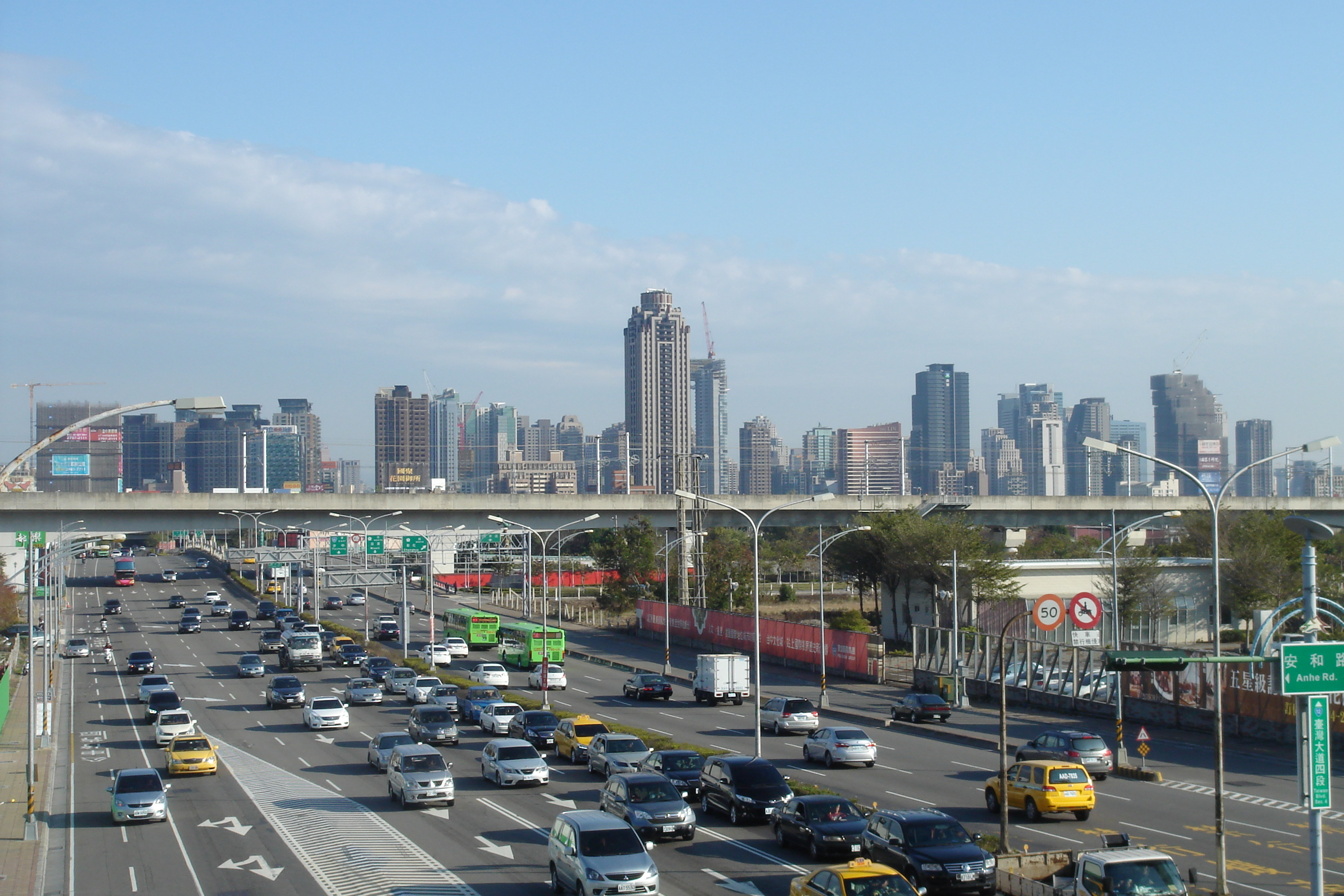
台中中央商务区

1986年工业产值占台湾GDP的一半以上，到了2022年製造業為34.17%，服務業為60.85%。台湾工业已从劳动密集型产业向资本及技术密集型产业转移，2022年電子零組件製造業占製造業比重為30%，占全體GDP16%。台湾的工业部门主要由中小企业所构成，大企业较少。2000年代初期很多劳动密集型产业向海外转移，取而代之的是资本及技术密集型产业。台湾的制造业依赖代工及ODM模式而發展起来，在全球制造业中处于“早熟”阶段。資訊工業策進會负责台湾资讯及通讯产业的发展。工業技術研究院是台湾先进的应用技术研究中心。台湾的藝術產業也很重要，2019年台灣艺术品销售额达2.254亿美元，台湾的收藏家和艺术家在全球艺术品市场上受到瞩目。
政府斥资18.3亿美元发起“e-Taiwan”计划，打算改善台湾的资讯及通讯基础设施，主要涵盖政府部门、民众生活、商业、交通、宽频五个领域。该计划旨在提高行业竞争力及政府效率，改善民众生活质量，并將台湾的宽频用户数量增长到600万。2023年软体行业（軟體和資訊服務）产值為4,600億元新臺幣，占全球总产值的1~2％，IDC預估台灣軟體行業將繼續增長。2021年数位内容产业产值為5,906億元新臺幣，2022年數位競爭力排名全球第8。2010年光电工程产业（包括平板显示器和太阳能光伏）总产值为2.2万亿新台币，比2009年增长了40%，占全球市场份额的五分之一 。台湾参与了全球电子产业的价值链。台湾IT产业中的电子元件和个人电脑行業有着国际级实力。2020年代政府也陸續推動發展半導體、人工智慧、軍工、生物科技、綠色能源等產業，希望讓台灣在全球供應鏈中有關鍵地位。
台湾的初创企业也在不断成长。

### 第一产业

#### 农业

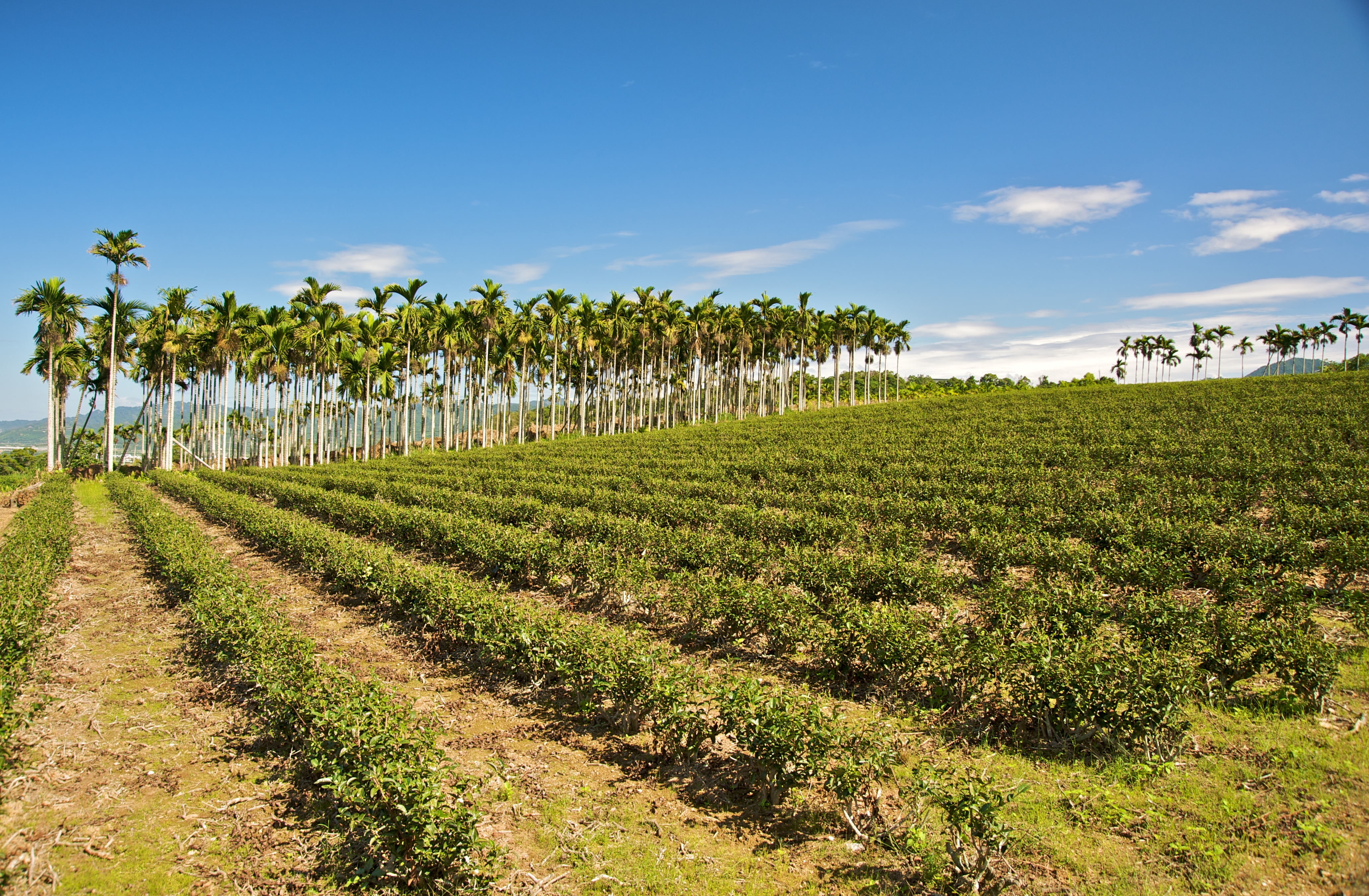
花莲瑞穗的茶园

台灣的經濟奇跡奠基于農業。1945年台湾被移交给中华民国后，政府颁布了“以农业发展工业，以工业发展农业”的长期战略。农业在早期是台湾经济发展的基础，也是工商业增長的支柱。1951年农业占台湾GDP的35.8%，2023年農業佔台灣GDP的1.5%，总产值為新台币5,863.9億元。2020年台湾农业由種植業（52.3%）、畜牧业（33.5%）、渔业（14.2%）和林业（0.03%）所构成。台湾在加入世界贸易组织后國際贸易自由化，政府實施新的农业政策，計劃将农业发展为更具竞争力及现代化的绿色产业。
2023年臺灣農耕土地面積77.9萬公頃，全年農作物種植面積72.5萬公頃，作物種植面積中稻米為22.2萬公頃，雜糧8萬公頃，特用作物2.9萬公頃，果樹17.4萬公頃，蔬菜13.7萬公頃，花卉1.4萬公頃，牧草1.5萬公頃。2023年台灣農牧業就業人口50.9萬人。台湾只有25%的土地适合耕种，但几乎所有的可耕地已被高度开发，有些地方可以一年二耕甚至三耕。农业的发展远慢于工业。台湾缺乏提高產业利润所需的基础设施投資及技术培训，农场规模也不大，以上這些原因造成台湾的农业邁向现代化遇到困難。因爲台灣農業人口減少，促使农业委员会開始引進现代化的農场管理技术，並為农民提供技术培训，也提供建立更好的農業生产及资源分配體系所需的咨询服務。推进农业机械化有助于缓解劳动力短缺问题，同时提高生产力；水稻和甘蔗的生产已完全机械化。台湾的主要农作物是水稻、甘蔗、水果（很多是热带水果）及蔬菜。台湾的大米生產可以自给自足，不過需要从美国进口大量小麦。随着人们生活水平提高，肉类的生产和消费急剧增加。台湾出口包括冷冻猪肉、鱼类、水产养殖品、海产品、罐头、冷冻蔬菜、谷物等農產品。台湾在加入世贸组织后预计农产品的进口将增加，并开放原先受到保护的农产品市场。

#### 天然资源
台湾曾有丰富的硫磺、黏土、黄金和煤炭资源，但总体来说，台湾的自然资源并不多，所以需要依赖进口矿产品来满足日益增长的需求。台湾有大约二十多种矿产可以用于商业生产，但大部分不再采取。台湾的矿产主要是开采大理石和石灰岩来做水泥，石材用来做工艺品，以及沙子和砾石用于建筑。
多年来，台湾利用巨大的贸易顺差进口黄金，赢得了“国际金库”的美誉。台灣的金礦主要分佈在金瓜石、九份、基隆河、宜蘭縣、屏風山等地，金瓜石曾是東亞最大的金礦產地，1971年九份停產，1980年代台灣停止開采金礦。台湾煤礦主要分佈在北部和中部，包括北部“基隆礦區”，中部的集集大山、鳳凰山，阿里山等地，台灣在17世紀就已有采礦記錄，2000年台灣不再采礦。2023年台灣進口61,930.3公噸煤炭，主要从澳大利亞進口。

### 第二产业

#### 消费品产业
台湾是全球运动用品的主要生产国，2020年总产值为新台币598亿元，其中产量的40-50%為室内健身器材。台湾也是全球高尔夫器材的主要生产国，台湾公司承担着高尔夫行业80%销售额的代工制造业务。全球四大高尔夫器材代工商都为台湾企业，但这些公司正越来越多地以自己的品牌销售产品。

#### 半导体产业
台湾的半导体产业包含積體電路制造、设计和封装。台湾擁有技術先進的晶圆代工能力及完整的产业供应链。2009年产值390亿美元，在集成电路制造、封装和测试领域產值居全球首位，设计方面为第二位。台积电和联华电子是全球最大的晶片代工制造商，联发科技是全球第四大無廠半導體公司。1987年台积电首創無廠半導體代工模式，重塑全球半导体产业。1977年工業技術研究院建立台湾首座3英寸晶圆厂，接着1980年联华电子成立，到2002年台湾半导体产业拥有40座晶圆厂。2007年台湾半导体产业產值超過美国，次于日本。2008年環球金融危機使产业的出口和销售受到影響，不過到2010年已恢复。半导体制造业与美国同行进行着激烈竞争。

#### 资讯科技产业

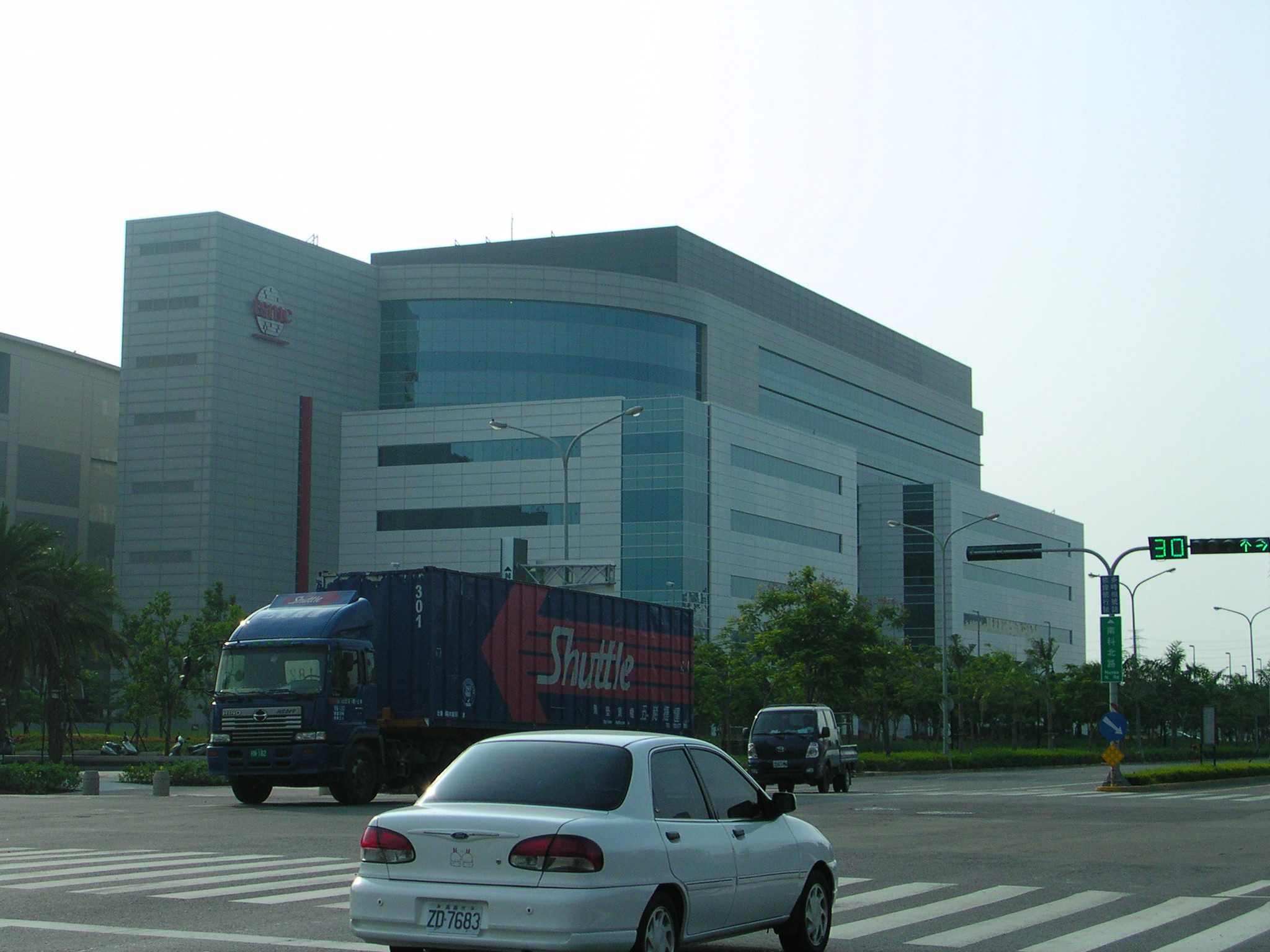
南部科學園區的台积电工厂

过去20年台湾的资讯科技业在全球IT市場中有着重要角色。1960年台湾基本沒有电子工业。後來台灣政府为了建立资讯科技产业，開始专注于发展高科技專業技術、市场营销和經營知识。台湾以其产业资源和产品管理经验成为亚太地區的资讯科技产業研发中心，全球主要供应商与之密切合作。中小企业占有產業產值的85%，也有少數大企業。一些中小企业通常以OEM（代工）或ODM（贴牌）模式制造产品，從而減少了用于研发的资源。 因一些中小企業主要是OEM/ODM模式，所以通常不对新产品的研發、生产和营销进行深入研究，而是依赖美国及日本的先进技術與关键零組件。全球20家顶尖的資訊及通訊科技公司在台湾设有采购办事处。台灣為《資訊科技協定》的簽署國，從2002年1月1日起逐步取消IT產業關稅。
台湾是全球電腦運算、通訊和資料管理中心，有很多大型伺服器集群在台湾运作。Google在彰化設有亞洲最大的数据中心。全球海底光缆网络与台湾相连，台湾為重要的通訊枢纽。

#### 能源和石化產業

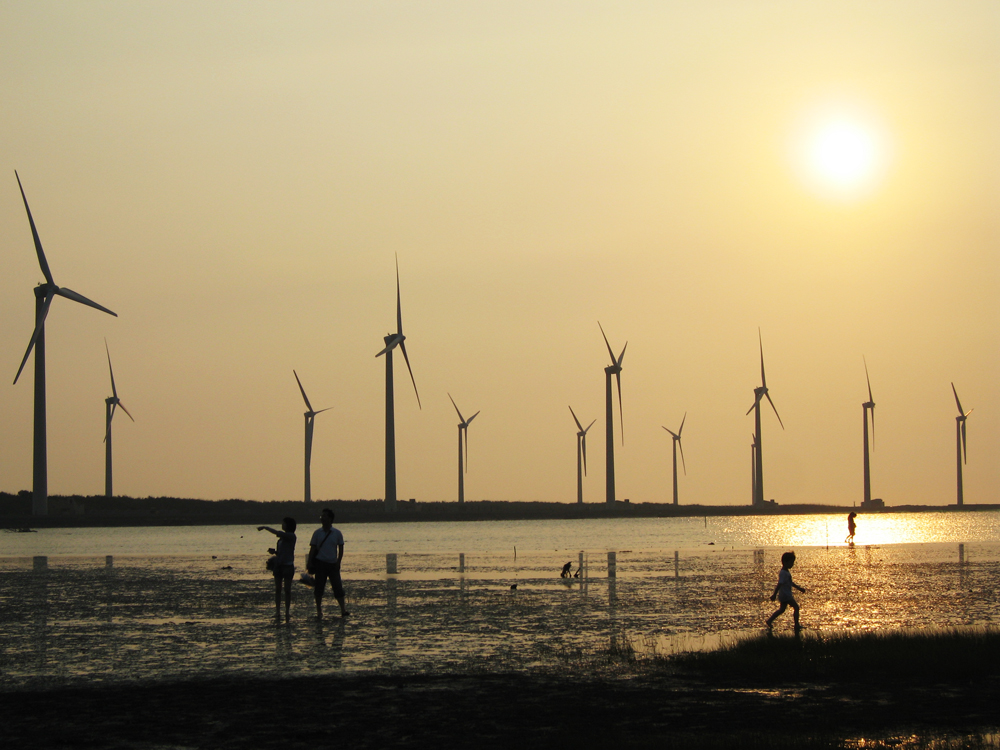
台中清水的风力涡轮机

台湾缺乏自然资源，所需能源多数从国外进口（2023年為96.7%）。2023年台湾能源進口總量為12,720萬公秉油當量，自產能源總量為439萬公秉油當量。传统上工业部门一直为能源使用最多的产业，但近年来其能源消耗占比已从1986年的62%下降到2023年的57.2%。2023年能源消费以石油产品为主（48.4%），其次是電力（33.6%）、天然气（7.5%)、煤及煤產品（7.4%）和其他（3.2%）。2023年台灣能源發電比例為，燃煤（42.2%）、燃氣（39.5%）、可再生能源（9.5%）、核能（6.3%）。台湾所需石油也严重依赖进口，2023年台灣所用石油主要来自沙烏地阿拉伯（31.22%）、科威特（17.82%）、美國（26.96%）。台湾本岛的电力主要由台湾电力公司供應，1994年通过一项法案后允许獨立發電廠供电。2023年台湾所需的天然气多数由卡達（27.88%）、澳大利亞（40.21%）供應。2024年台灣有一座核電廠運行中，政府計劃在2025年不再使用核能，在建的第四座核电站于2014年封存。台湾石化產业有李長榮集團、台湾中油、南亚塑胶、台灣化學纖維等公司。
台湾人均能源消耗量与亚洲邻国相当，经济部在2005年7月宣布，计划到2025年减少1.7亿吨二氧化碳排放。 2010年二氧化碳排放量减少了514万吨。 政府还计划在2020年前将能源效率每年提高2%，以进一步减少排放。也计划到2015年二氧化碳排放量比2005年减少7%。
2010年，台灣是全球第四大太阳能电池生产国，也是全球最大的LED生产国。2010年台湾安装了超过166万平方米的太阳能集热器，安装密度居世界第三，2024年太陽能裝置容量21,052MW，佔可再生能源的67.8%。2010年台湾政府已安装了155台風電渦輪機，可产生81.6兆瓦的电能，并有更多的项目正在计划或建设中，2024年風力發電裝置容量為3,890MW，佔可再生能源的18.5%。2010年，可再生能源占台湾能源使用量的6.8%， 2024年占使用量的11.6%。2010年，绿色能源产业产值为109.7亿美元，2022年產值將達到新臺幣2095億元。2010年政府还计划投资8.38亿美元推广可再生能源的，并额外投资6.35亿美元用于研发。

#### 钢铁和重工业
截至2017年台湾是全球第13大钢铁出口国。2017年台灣出口了1200万吨钢材，2018年的鋼鐵出口量增長了1%，來到1220万吨。2017年台湾出口的钢铁约占全球钢铁出口总量的3%。2018年台湾钢铁出口量是全球最大钢铁出口国中国大陆的六分之一，第二大出口国日本的近三分之一。以貨物价值计算，钢铁出口额仅占2018年台灣出口貨物总额的3.6%。台湾向130多个国家和地区出口钢材。2009年到2019年台湾的钢铁出口增长了24%。2018年美国从台湾进口了钢管及管材30万吨。台湾向邻国出口了大量钢扁平材。2018年台湾不锈钢出口量约为50万吨。
2020年，台湾是世界第四大机床和机床零部件出口国。 大台中地区为机床制造商的聚集地。
2020年，台湾達明機器人公司是世界第二大协作式机器人生产商。
台湾企业已加大投资在汽车电气化方面，特斯拉有75%的供应商为台湾公司。
漢翔航空工業为台湾的国防承包商，製造了T-BE5A高級教練機、F-CK-1經國號戰鬥機等飞行器。
國家太空中心为台湾研擬與執行國家太空計畫的專責機構，台湾製造了福爾摩沙衛星七號、探空十號火箭、獵風者氣象衛星等太空产品。

#### 海洋产业
2017年台湾出口了162艘游艇。 2018年台湾是世界第四大游艇生产国，次于意大利、荷兰和土耳其。 台灣建造了玉山級船塢運輸艦、光華六號飛彈快艇、沱江級巡邏艦等軍事艦艇，自製防禦潛艦正在建造中。台湾是世界主要渔业国家之一，相关的鱼类加工业也很重要。

#### 生物科技產業
台灣是生物科技產業重要的生產與研究國之一，政府為研究項目及基礎設施建設提供補貼。2020年台灣生技產業總產值為5201億元新臺幣，其中健康與保健行業佔總產值的34.2%，醫療器械行業佔總產值的32%，應用生物技術行業佔總產值的19%，製藥業佔總產值的14.8%。

### 第三产业

#### 银行业
2023年，台湾有38家本国银行、大陆地区在台分行3家、信用合作社23家、农渔会信用部311家、票金融公司8家、证券金融公司及金融控股公司15家。台湾银行业由国有的台湾银行主导，该银行控制着银行业约12%的资产。
除了台湾银行（100%政府控股）外，政府还拥有并管理几家银行。政府拥有台湾土地银行所有的股份，并持有合作金庫商業銀行26.06%的股份。政府还是三家私人银行，兆丰国际商业银行、第一商业银行和华南商业银行的大股东。台湾政府有意将银行私有化，并希望将政府控制的金融机构（包括金融控股公司）数量减半。
台湾中央银行在其网站上称，“央行的目标是促进金融稳定、确保银行稳健经营、维持本外币汇率的稳定。并依据上述三个原则促进经济发展。”央行为了实现这些目标，使用了传统的货币政策工具，包括公开市场操作、贴现率和银行法定存款准备金率。央行最重要的货币政策工具是通过公开市场操作买卖证券来影响银行准备金和银行间利率。中央银行使用基准10天期的再融资利率进行调控。台湾中央银行的数据显示，2024年台湾的外汇储备为5,766.77億美元，排名世界第四，信用评级为AA+，稳定。
外资银行在台湾银行业非常活跃，金融监督管理委员会正积极吸引外资银行进入台湾，创造一个国际化金融市场。台湾政府出台了一系列改革措施，包括允许本国银行设立子公司与外资银行合作，随后这些子公司可以被本土金融机构合并或收购。值得关注的交易包括：新加坡发展银行收购宝华商业银行、汇丰银行收购中华商业银行、花旗银行收购华侨银行、渣打银行收购新竹国际银行 。

#### 保险业
截至2013年中，台湾保险业与其他国家的保险业有两点不同。首先在多个指标上，包括从人口密度来看，台湾保险业高度发达。过去30年，台湾保险业始终保持收支盈余，人寿保险领域吸纳了大量储蓄，台湾的大型金融企业主导了人寿保险领域。台湾本土的金融集团，如“国泰”、“富邦”和“新光”，都设有人寿保险或非人寿保险业务子公司，这些公司凭借其市场份额、资本获取能力、品牌影响力以及市场地位，成为行业中的强劲竞争对手。中华邮政在人寿保险业务上也有影响力。台湾保险领域的竞争环境是因为特殊的政治背景造成的，与南非和以色列相似，历史上台湾的金融集团很少有机会获得外资，而且只能在国内经营业务。
安联和美国国际集团旗下的子公司南山人寿（现已由台湾公司收购）在台湾从事保险业务的经验表明，外国公司也可以在台湾从事相当可观的业务。很多大公司为了提高盈利能力，把经营重点放在特定保险产品和保险销售渠道上。台湾人寿保险行业的最新趋势是努力提高盈利能力而不是单纯追求收入增长。虽然大多数人寿保险公司通过投资赚取收入，但这些收入通常与它们的资金成本差不多，甚至有时还会更低。 2012年底，汇丰保险宣布将依据区域银行保险协议的规定将其在台湾的资产出售给安联。

#### 社会领域

##### 教育
2023年台灣有1萬1,123所學校，平均每千方公里有307所學校，教師303,963人，其中男性91,333人，女性212,630人，男學生有2,076,070人，女學生1,966,105人。台灣政府推動一系列計劃，希望改善教育，減輕就學負擔。
台湾的教育体系对经济发展起到重要作用。1950年，台湾初等教育的基础设施已建立，有很大一部分人接受过小学教育。台湾教育系统的发展可以适应不断变化的经济需求。例如，台湾义务教育的时间从6年延长到9年，有一段时期中等教育课程更多地转向技术领域，大学课程也进行了修改，更加重视技术学科。台湾的高等教育发展不均衡，并且以牺牲私立教育系统为代价，这使得政府对教育的投资成本降低 。

##### 卫生保健
中华民国卫生福利部管辖台湾的卫生保健工作。与其他发达国家一样，台湾公民营养充足，但面临肥胖和心脏病等健康问题。2020年，台湾每万人中有31.3名医生，其中西醫師21.7人、中醫師3.1人、牙醫師6.5人，每万人中有58.16张床位。2020年，台湾共有479家医院和2萬2,653家诊所。2022年，台灣護理師有18萬7,519人。2022年，人均卫生支出为新台币7万2,687元（2216美元）。2022年，卫生支出占国内生产总值的7.5%。2023年，台湾平均预期寿命为80.23岁，其中男性76.94岁、女性83.74岁。
台湾现行的医疗保健制度称为“全民健康保险”（NHI），于1995年建立。全民健康保险的资金来源于一项强制性的社会保险计划，确保了医疗资源的集中分配。健保体系承诺为所有公民提供平等的医疗服务，到2004年底，国民健康保险已经覆盖了台湾99%的人口。国民健康保险的资金主要来自于缴交的工资税，并以自费支付和政府直接资助做为补充。早期，公立和私立卫生机构使用健保费的方式为按服务收费。因为卫生服务提供者大部分是私营的，所以形成了一个竞争性的医疗市场。很多卫生服务业者通过向大量患者提供不必要的服务来欺诈健保系统，然后从政府那里获得付款。为了控制成本， 2002年政府调整了健保费支付方式，从全国预算中扣款并引入了一种预期支付模式，不再依赖按服务收费的传统方式。

#### 交通与通信
中华民国台湾的交通发展始于20世纪40年代末，随着机场、道路、铁路开始修建，使得就业机会大幅增加。台湾的铁路网络十分发达，2023年台铁的总长度为1,065.0公里，共有241站，花蓮港站為純貨運站，69個客貨運站，171個純客運站。鐵路車輛4,684輛（不含自備車輛），其中牽引用機車235輛、客車2,951輛及貨車1,498輛。1950年代，台湾的铁路总长度曾达到约3500公里，其中约2000公里是窄轨铁路。后来，由于大多数窄轨铁路停止运营，铁路总长度有所减少。由于人口密度高，铁路成为台湾特别是西部地区的重要交通方式。2023年，台铁乘坐量为2億1,931万人次，平均每日乘坐量为60万人左右，貨運噸數692萬公噸。2025年台铁有3条主线，以及10条支线。台湾大部分铁路已实现电气化，轨距为1067毫米。台湾最早的铁路建于1891年，清朝时期。
台湾高铁沿着岛屿的西部海岸修建，连接台北和高雄，2025年全长350公里。2025年，台北、新北、高雄、桃园、台中已有地铁系统。台湾还有出租车、客运、公交车、公共自行车等公共客运。
2024年台湾有17个航空站及机场，其中5个机场的跑道长度超过3047米。最繁忙的机场是台湾桃园国际机场，2023年旅客量達3535萬人次，转机量625万人。2025年，台湾有15个直升机场。主要的海港有花莲港、高雄港、基隆港和台中港。高雄港是台湾最大的港口，2022年货物吞吐量为949.2万TEU。
2023年台湾的公路总长度为2萬1,839.6公里。国家高速公路的承载力很高。

##### 电信
台湾的电信市场发展很快，这主要得益于1990年代中期政府实施的电信自由化措施，目的是加速电信基础设施现代化。从1996年起，移动通信、卫星通信和固定电话服务逐渐开放给私营企业经营，到2010年，电信服务收入增长了132%，达到120亿美元。在这期间，来自移动通信的收入占比大幅增加，从13%提升到了59%，成为电信收入的主要来源。
和许多发达国家一样，台湾的手机市场面临饱和。2002年，台湾手机的普及率就达到100%，到了2010年普及率达到120%。2023年，台灣的5G通信普及率為30％，用戶906萬，2023年，台湾移动通讯用户总数达到3016萬。因为市场规模有限，手机运营商之间的竞争变得很激烈，它们通过提供更好的服务、更新的设备和更有吸引力的价格来竞争市场份额。
台湾最大的电信公司是中华电信，它也是亚洲收入最高的电信公司之一。中华电信是台湾最大的固定电话、移动通信和宽带互联网服务提供商，在营收和客户数量方面也是最多的。中华电信还为企业客户提供各种信息和通信服务。

#### 国内贸易
台湾城市地区通过百货商店、专卖店、普通商店、小商贩、汽機車銷售店、房產中介、美容美髮店、租賃業、餐飲店、電子購物等进行贸易，還有個人服務業（如美髮及美容美體業、按摩服務、紋身（眉）服務）、支援服務業（如保全及偵探業、租賃業）、不動產業（不動產經營及相關服務業）就業人數眾多。
- 批发及零售業：綜合商品零售業、食品飲料及菸草製品零售業、布疋及服飾品零售業、家用器具及用品零售業藥品、醫療用品及化粧品零售業、文教育樂用品零售業、建材零售業、燃料及相關產品零售業、資訊及通訊設備零售業、汽機車及其零配件用品零售業、其他專賣零售业、零售攤販、其他非店面零售業。[230]
- 个人服务业：汽車維修及美容業、電腦和通訊傳播設備及電子產品維修業、其他個人及家庭用品維修業、洗衣業、美髮及美容美體業、家事服務業、按摩服務、個人造型設計、紋身（眉）服務、算命服務、堪輿服務、字畫裱背、陪侍服務、婚姻介紹、寵物照顧（如提供宿膳、造型、訓練等）、投幣式或電子支付之自助式照相亭及置物櫃、婚禮規劃籌辦服務等。[231]
- 支援服務業：租賃業、人力仲介及供應業、旅行及其他相關服務業、保全及偵探業、建築物及綠化服務業、行政支援服務業。[232]
- 不動產業：不動產開發業、不動產經營及相關服務業。[233]

2023年美髮及美容美體業者有13.5萬家，銷售額466億元。2024年房仲業營收323.97億。
2023年台湾有超过2,266間超市，營業額超過2,500億元，還有1.3萬家便利商店，台湾便利店的密度很高，密度僅次於韩国。2024年台灣餐飲業營業額為10,378億元，批发及零售業產值為17.8兆新臺幣。近年来，批发折扣商店、大型超市和加盟店成为重要的消费品销售渠道，因而提高了整体贸易系统的效率。 2023年台灣有137家運營中的購物中心，台灣所有購物中心的可用面積超過158萬坪。
台湾北部的物流中心位于基隆和台北，南部的物流中心位于高雄和台南。台北注册的进出口贸易公司数量最多。
当地市场大约上午7点营业，下午6点或更晚关闭。商业公司和商店的工作时间通常为早上9点到下午5点半，星期六早上也会开门，有一些商店会营业到晚上10点。大多数商店一周七天都营业。

#### 文化与体育产业
台湾文化产业包括视觉艺术产业、音乐及表演艺术产业、文化资产应用及展演设施产业、工艺产业、电影产业、广播电视产业、广告产业、产品设计产业、视觉传达设计产业、设计品牌时尚产业、建筑设计产业、数位内容产业、创意生活产业、流行音乐及文化内容产业等。2021年台湾有69,630家公司从事文化产业，就业人数为273,096人，营业额为新台币9,642.84亿元，外销额为1,049.01亿元，其中数位内容产业外销金额最多为38,222百万元。
台湾文化产业的发展最早可追溯到1994年「社區總體營造」计划，1995年文化产业开始出现在政府的计划政策，2002年行政院第一次将「文化创意产业发展计划」列入国家政策，2009年台湾政府将文化创意产业列为六大新兴产业之⼀，2019年文化内容策进院成立，目的是协助台湾文化产业朝向产业化、国际化前进，培育多元人才、吸引资金投资、推动造星。
为了发展文化产业，台湾自2010年开始举办文化创意博览会，该博览会呈现当代文化议题流行趋势，展现台湾丰富多元的文化创意。2018年开始举办台北时装周，将台湾时尚产业展现给国际舞台，每年春夏、秋冬两季举办品牌秀，邀请国内外设计师发表最新作品，文化部也鼓励时尚品牌赴国际时装周（如巴黎、伦敦、米兰、纽约）参展，提升国际能见度。2004年开始举办台北电视节，2015年改名为「台北电视内容交易及创投媒合会」，2020年又改名为TCCF创意内容⼤会，发展电影、电视、动画、出版、漫画、表演艺术、游戏和其他产业。
中华民国文化部也推动文化创意产业园区的发展，文化部设有為华山园区、花莲园区、嘉义园区及台南园区，2018年台中文化创意园区转型为文化部文化资产园区，这些园区提供文创产品演出、展示、交易及跨界媒合的平台，文化部同时鼓励并辅导核心创作及独立工作者进驻文化创意聚落。2021年文创园区举办6,115场活动，297.3万人参与。
台湾运动产业包括竞技运动、全民运动，如羽毛球、桌球、篮球、足球、健身运动、瑜伽等，其中棒球特别受台湾人欢迎，台湾参与运动的人口比例达81.8%，2022年从事运动服务的业者有3,916家，销售额为368.6亿元，2022年运动场馆业者有2,434家，其中健身中心、健康俱乐部最多，政府正在积极推动台湾运动产业的发展。

#### 旅游业
2008年经济危机过后，2010年经济复苏使旅游业受益，2011年到访台湾的游客数量大幅增加。与此同时，经济回升也促使更多本地居民去旅游景点，大家的旅行次数变多，国内旅游收入因此增长。
台湾旅游业的价格竞争激烈，例如，一些亚洲的廉价航空公司因为票价很便宜受到了台湾游客的青睐，这导致航空公司之间展开激烈竞争。不过，飞往亚洲以外的航线竞争不是很激烈。于是，一些航空公司调整了运营方向，开始专注于欧美航线，避开了亚洲航线的竞争。
2024年1月-11月來台的国际观光客人数为6,954,067人，与2023年同期相比上升了22.6%，旅客来源主要为日本（16.8%）、香港（15.3%）、韩国（12.6%）、美国（8.3%）、菲律宾（6%）。2024年台湾有15,573家旅馆和B&B，旅馆整体营收为1,788.3亿新台币，旅馆的平均房价为2,960新台币。
国际旅客最喜欢前往台湾夜市、台北101、西门町、九份等地参观。
台湾文化的内涵丰富，整合了日本文化、西方文化、原住民文化、本土文化。从传统建筑到人文历史景点，再到民俗和艺术表现，丰富的文化资产在台湾各地随处可见。

## 财政

### 新台币
中华民国的国家货币是新台币，1949年6月15日首次发行新台币，用以取代旧台币，兑换比率为40,000比1。发行新台币的目的为停止台湾因国共内战而遭受的恶性通货膨胀。
根据《新台币与法定货币汇率条例》，法定货币兑换新台币的汇率被固定为三银圆兑换一台币，尽管经历了几十年的通货膨胀但汇率一直未发生变化。虽然银圆是法定货币，但它不能用于买卖及交易，因此实际用途非常有限。
2000年7月，新台币正式成为台湾的官方货币，不再是银圆的附属货币，中华民国中央银行开始直接发行新台币纸币，以前台湾银行发行的纸币被收回。
新台币兑美元的汇率波动较大。1950年代中期1美元兑换不到10台币，1960年代1美元可以兑换超过40台币，1992年左右1美元可以兑换25台币。2016年7月1日，1美元可以兑换32.24圆台币。2025年2月17日，1美元可以兑换32.695元新台币。

### 通货膨胀率
通货膨胀率由行政院主计总处发布。1960至2013年台湾的平均通货膨胀率为4.38%。台湾的通货膨胀率最高点为1974年3月，达到61.46%，最低点为1970年10月，是-3.07%。2024年台湾的通货膨胀率为2.18%，超过2%的警戒线。消费物价指数基于七大类商品和服务的价格计算：食品、服装、住房、交通和通信、药品和医疗服务、教育和娱乐、其他商品和服务。

### 税收
中华民国财政部隶属于行政院，是负责实施税收政策、管理税收以及收税的最高政府机构。税收由中央和地方两级政府管辖。
与美国税法不同，台湾没有一部专门的法律来规范整体的税收制度。税收由一系列与特定税种相关的法律和规章进行管理。立法院在制定和修订税收及相关法律方面发挥着重要作用。所得税法是规范个人收入和企业利润的主要法律。
台湾收取个人所得税的规则由政府部门制定，除非在《所得税法》及相关法律中另有规定。如果个人符合以下条件之一则被视为台湾税务居民：长期居住在台湾，或在一个纳税年度内居住在台湾超过183天。无论纳税人是本地居民还是境外的自然人或法人，凡是在台湾提供服务得到收入，都需要交税。对于非台湾居民有一个例外情况：如果在台湾每年居住时间不超过90天而且从离岸公司获得报酬则不用交税。
台湾法人实体赚取的所有利润均需缴纳企业所得税。个体经营者和合伙人必须提交申请，才会将其应税收入的部分与个人所得税合并计算。
证券交易税由证券卖方缴纳，税率为出售公司发行股票得到的总收入的0.3%。公司债券总收益需缴纳0.1%的税（目前暂时不征收）。证券交易税受到《证券交易税法》的规范。
为了遏制房地产投机行为，并考虑到台北市以及其他城市地区的生活成本，2011年6月台湾政府出台了新的奢侈税。新的奢侈税法规定如果房主在购买第二套房后的一年内出售房产会被征收15%的税。如果出售持有时间在1年到2年内的房产会被征收10%的销售税。2011年中华民国政府提供的数据表明，奢侈税达到了预期效果，台北市的平均房价下降了近12%，6月到10月期间全台湾的房地产交易总量下降了近15%。

### 国家预算
政府预算资料由行政院主计总处发布。2012年台湾政府的预算赤字为GDP的1.60%。1988年至2012年台湾政府的平均预算赤字为GDP的1.84%。1990年12月台湾政府的预算赤字达到最高点，为GDP的1.8%，2001年12月为最低点，数据是GDP的-6.30%。2024年台湾政府的预算赤字为GDP的1.9%。预算是政府得到所有收入（包括税收和其他征收所得）以及政府支出（包括采购和转移支付）的详细资料。台湾政府的预算赤字是因为政府的支出超过了收入。

## 劳工政策

### 工会政策
國民黨遷移到台灣前制定的《工会法》賦予勞工組織工會的權力。然而在台灣民主化以前，工會因受到嚴格的管制和國家社團主義的影響而使作用受限。台灣民主化前的《工会法》規定，員工只能在公司組織工會，這代表不被允許組織行業層面的工會。此外，每个公司或地区只能存在一个工会。不允许教师等特殊职业團体成立工会。罢工和集体谈判的權力也受到法律限制。1930年的《集体谈判协议》规定，如果没有政府批准，集体谈判在法律上是无效的。1986年台灣開始民主化，使工会政策和参与工会的方式發生巨大改變。1986-1992年間加入工会的勞工增加了13%。台湾出现了一些自治的非官方工会，包括2000年获得法律承认的台湾总工会。21世纪初期對《工会法》及《集体谈判协议》進行了修正。修正后的《工会法》解除了對特殊职业团体的集體代表限制。2008年的《集体谈判协议法》保障了工会与雇主谈判的权力。

### 勞動保護
随着1980年代台湾民主化进程的推进，對勞工的勞動权益及其勞動保护水準有所提高並增加。1984年8月实施的《劳动基准法》是台湾首部全面的勞動保护法。在劳动基准法实施前，《工厂法》是管理劳工事务的主要法律，但由于其涵盖的企业及勞動问题範圍過小，而且没有对违規者进行惩罚，因此在實際生活中沒有效用。相比之下，《劳动基准法》涉及的企业及劳动問題範圍更廣，并对违法行为有著详细的处罚細則。此法规定解雇员工前需要有通知期，并且要求給勞工更多的遣散费。其他的劳动问题也受到的《劳动基准法》规范，包括合同、薪资、加班费、工伤事故补偿等問題。該法也明确规定对雇主的违法行为進行懲罰，包括罚款和刑事责任。1987年8月1日勞動部成立，用來進行劳检和执行《勞動基準法》。
在台湾，企業中只要有一名雇员，雇主就有義務爲其繳納勞保費。劳工保險的繳納比例分为雇主70%、雇员20%、政府10%。 在繳納社会保险（國民年金）方面，企业应按员工薪資的6%以上缴纳。

### 积极的就业市场政策
20世纪末至21世纪初，因为很多劳动密集型产业外移使得失业率上升，2002年和2009年失业率达到大约5%，因此台湾政府推行了积极的就业市场政策。
2002年出台的《就业保险法》为失业人员提供了收入保障，但同时要求失业者积极寻找工作。1999年政府推出了“多元就业计划”，主要是在第三产业特别非盈利组织中创造就业机会，政府通过向非盈利组织提供补贴，来为失业者提供职业培训和创造就业机会。为了应对2008年全球金融危机，政府推出了“公共部门临时就业计划”，和“多元就业计划”不同，“公共部门临时就业计划”是在政府内部创造就业机会，2008年至2009 年，政府估计通过该计划创造了10.2万个就业机会。此外，还实施了一项青年就业计划，通过补贴大学和私人企业雇用年轻人，帮助年轻人找到工作。

### 工作时间
1984年7月30日，台湾政府依据总统令开始实施《劳动基准法》，这部法案共有86条法律。它规定了每周的标准工作时间为40小时，每天的工作不能超过8小时，包括加班时间在内每周最多可以工作48小时。
《劳动基准法》第25条规定，雇主对劳工不能有性别歧视。然而，受到台湾传统文化和和政治经济结构的影响，女性往往被认为更适合扮演婚姻和家庭的角色，因此社会普遍认为她们应从事符合这些传统期望的工作。随着女权主义的兴起，女性在台湾等现代社会开始争取平等的工作机会，逐渐希望摆脱传统的父权制角色。

## 就业和社会福利

### 就业和失业
万宝盛华对台湾的人力资源状况进行研究后指出，台湾的就业前景持续改善。台湾是亚洲劳动力市场最繁荣的地区之一。预计服务业的就业人数将继续增长。
制造业的就业人数也在增长。2012年世界上最大的半导体制造商招聘了2000名员工。全球最大的电子产品制造商之一的公司计划招聘更多员工。
台湾的失业率由行政院主计总处记录并公布。1978年到2016年，台湾的平均失业率为3.01%。2009年7月失业率最高，为6.02%，1979年2月失业率最低，为1.04%。2024年台湾的失业率为3.38%，是24年以来的最低数据，全年就业人数为1159万5000人，相比上一年增加6.7万人。

### 收入
2018年1月1日起，台湾的最低工资为每月新台币22,000元（735美元、620欧元），时薪为新台币140元（4.68美元）。2019年1月1日起，最低工资为每月新台币23,100元（736.12美元），时薪为新台币150元（4.78美元），净工资为每月新台币21,945元（699.31美元），时薪为新台币142.5元（4.54美元）。
截至2018年4月，台湾的平均工资为每月新台币40,792元（1,347.97美元、1,166.89欧元）。台湾的工资水平大致与波兰（1,089.32欧元）、葡萄牙（1,144.6欧元）或希腊（1,092.01欧元）相当，但低于斯洛文尼亚（1,658欧元）、爱沙尼亚（1,242欧元）和捷克（1,172.07欧元）。
2025年1月1日起，最低工资（毛收入）为每月新台币28,590元（871.6美元），时薪为新台币190元（5.79美元）。
台湾几乎完全消除了贫困，只有不到1%的人口（129,968人或56,720个家庭）被视为贫困或低收入群体。这意味着99%以上的人受益于台湾的经济繁荣，生活质量得到很大改善。
如果家庭平均月收入未达到所在地区公布的最低生活标准，则被视为贫困家庭。在台北市，要满足一个家庭的基本需求（如食物、住房、衣物和教育），每月至少赚取337美元。最低生活标准会因不同城市的生活水平不同而有所变化。例如，在金门，每月只需赚取171美元。

### 社会保障
台湾的社会保障政策基于三项原则：提高民众福祉、分配社会财富，以及“建设一个和平且富饶的社会”。政府为满足人民日益增长的社会福利需求，积极扩大了社会服务范围，为社会和经济弱势群体提供充分支持，从而创造一个和平的社会。
2023年台湾政府在社会保障项目上投入了新台币2兆6,318億元，占GDP的11.2％，向被归类为低收入群体的人和家庭提供各种援助。除经济援助外，政府还向有家庭的员工提供就业帮助，同时为学龄儿童提供教育支持，另外还提供母婴健康服务。还有一些社会团体、科研机构和私人基金会与政府合作，为无家可归的公民提供帮助。
除了帮助低收入家庭外，政府还帮助无法工作的老年人和残疾人。1993年7月起，政府每月向低收入老年人提供补贴。家庭平均收入低于或等于1.5倍每月最低生活标准的65岁以上公民，每月可获得174美元的补贴。家庭平均收入是每月最低生活标准1.5到2.5倍的老年人，每月可获得87美元的补贴。政府还为低收入家庭支付全额医疗保险，并在紧急情况下提供援助。

## 市值最高的公司
参考福布斯2019年发布的全球2000大上市企業指数，台湾市值最高的上市公司是：
| 排名 | 公司                         | 总收入 (Billion美元) | 利润 (Billion美元) | 总资产 (十亿美元) | 市值 (十亿美元) |
| ---- | ---------------------------- | -------------------- | ------------------ | ----------------- | --------------- |
| 1    | 鴻海科技集團                 | 175.6                | 4.3                | 110               | 41.2            |
| 2    | 台湾积体电路                 | 34.2                 | 11.6               | 68                | 222.4           |
| 3    | 國泰世華商業銀行             | 3.5                  | 0.1                | 73.0              | 4.1             |
| 4    | 富邦金融控股                 | 21.9                 | 1.6                | 250.6             | 14.9            |
| 5    | 中國信託金融控股             | 16.7                 | 1.2                | 187.2             | 12.8            |
| 6    | 台塑石化                     | 25.5                 | 2                  | 13.2              | 35.4            |
| 7    | 台灣化學纖維                 | 13.5                 | 1.6                | 19.2              | 20.6            |
| 8    | 南亞塑膠                     | 11                   | 1.7                | 18.6              | 19.9            |
| 9    | 台灣塑膠工业                 | 7.6                  | 1.6                | 13.2              | 35.4            |
| 10   | 中國鋼鐵                     | 13.3                 | 0.8                | 21.9              | 12.6            |
| 11   | 中華電信                     | 7.1                  | 1.2                | 15.2              | 27.7            |
| 12   | 兆豐國際商業銀行             | 3.2                  | 0.9                | 115.2             | 12.4            |
| 13   | 日月光半導體製造股份有限公司 | 12.3                 | 0.8                | 17.4              | 10.2            |
| 14   | 廣達電腦                     | 34.1                 | 0.5                | 21.5              | 7.6             |
| 15   | 統一企業公司                 | 14.3                 | 0.6                | 13.2              | 13.1            |

## 科學及工业园区

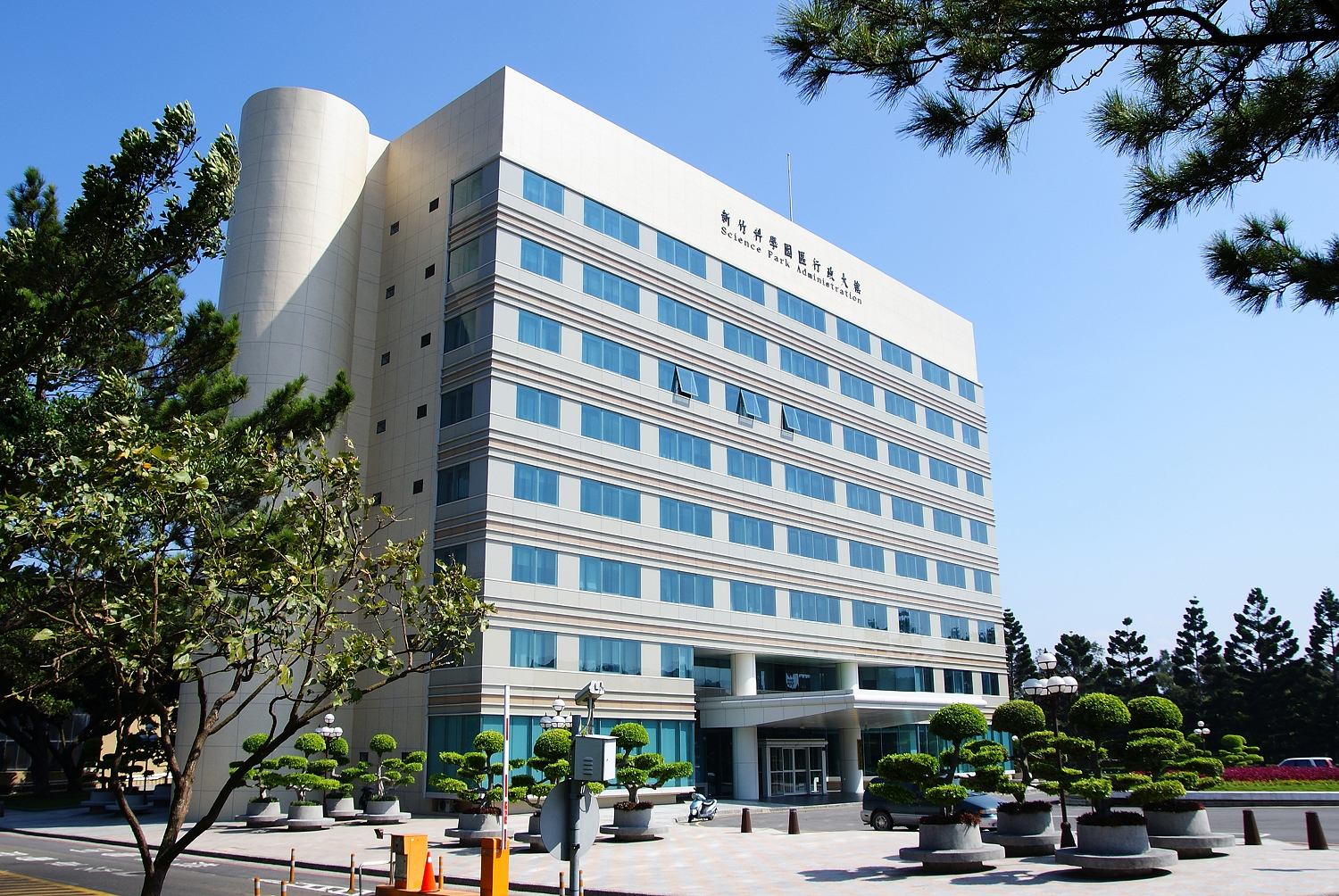
新竹科学园区是台湾众多IT企业的所在地

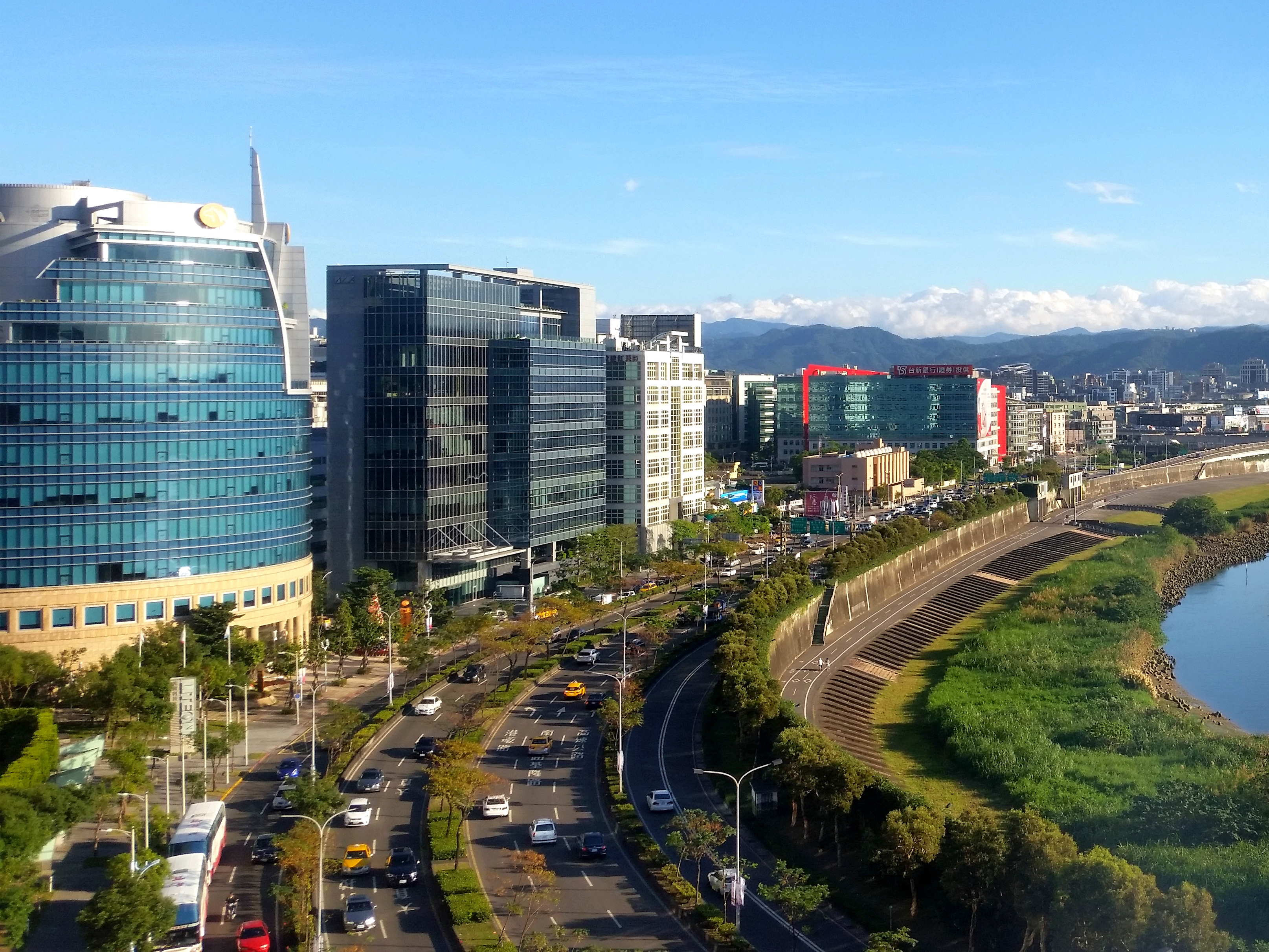
台北内湖科技园区

为了促进產业的研究和发展，台灣政府开始建立科学园区及特殊经济区，並提供租金和水电费减免、税收优惠和专门的贷款利率以吸引投资。其中第一个建立的是新竹科学园区，由国家科学及技術委员会于1980年建立，著重於信息技术和生物技术的研究和开发。新竹科學園區被称为台湾的“硅谷”，现已扩展至六个分区，占地1140公顷（11.4平方公里）。园区内有超过430家公司，雇员人数超过13万人，2008年实收资本总额为361亿美元。全球第一大和第二大晶片代工制造商台积电和联华电子的总部均设在园区内。自1980年以来，台灣政府已為科學园区的基础设施建設投资了超过10亿美元，并进一步扩建更多专业园区。总部位于园区内的工业技术研究院是台湾最大的非营利性研究机构，致力于开發和研究应用工业技术，包括许多传统工业（如纺织业）技術。
继第一个科學园区成功之后，最初由台南科学园区和高雄科学园区组成的南部科學園區于1996年成立，除企业之外也有多家研究机构（包括中央研究院）和大学在园区内设立了分支机构，著重於集成电路、光电、生物技术、精密機械，並積極發展綠能低碳及醫療器材等產業。中部科学园区于2003年成立，虽然仍处于發展阶段，但有许多企业（包括友达光电）已入驻园区并开始运营生产。中部科學園區和其他園區一樣专注于發展集成電路、光电、生物技术、精密機械，2008年光电产业占其收入的78% 。仅这三个科技园区就吸引了价值超过4万亿元新台币（1370亿美元）的资本流入，2010年园区内的总收入达到新台币2.16万亿元（728亿美元）。
临海工业园区于1960年在高雄建立，拥有490多家公司，主要从事贱金属、机械和维修、非金属矿产品、化学产品以及食品饮料制造等其他行业。彰化沿海工业园区位于彰化县，成立於1993年，拥有食品生产、玻璃、纺织、塑料等多种产业。
台湾的工业和科学园区包括：
- 中部科学园区
- 新竹科学园区
  - 新竹生医科技园区
- 南港软件园
- 内湖科學園區
- 台南科学园区
- 南部科学园区
  - 高雄科学园区
- 国家生物技术研究园
- 沙仑智慧绿能科学城

## 经济研究机构

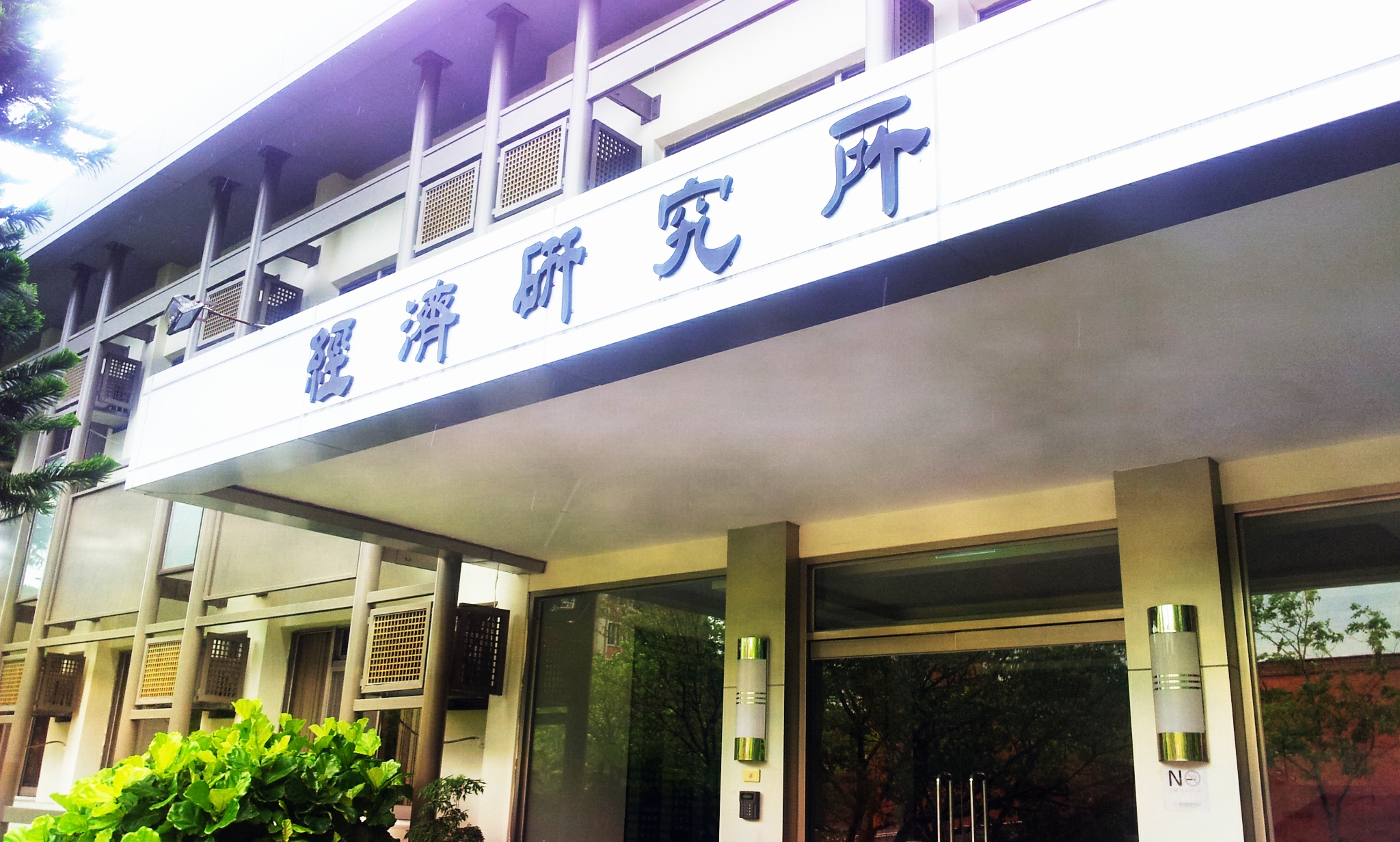
中央研究院經濟研究所

- 台湾经济研究院
- 中华经济研究院
- 中央研究院经济研究所
- 工业技术研究院
- 农业部畜产试验所

## 相關
- 台湾银行业
- 台湾水泥业
- 台湾国防工业
- 台湾银行列表
- 台湾汽车公司列表
- 台湾公司列表
- 台湾最大企业名单
- 台湾都會区列表
- 台湾制造
- 台湾奇迹
- 台流
- 台湾最低工资
- 台湾税制
- 台湾交通
- 台湾证券交易所
- 台湾纺织业

## 阅读更多
- Taiwan ASEAN Studies Center; ASEAN Outlook Magazine; May 2013. Myanmar's Overlooked Industry Opportunities and Investment Climate, by David DuByne